# Alojzij Remec

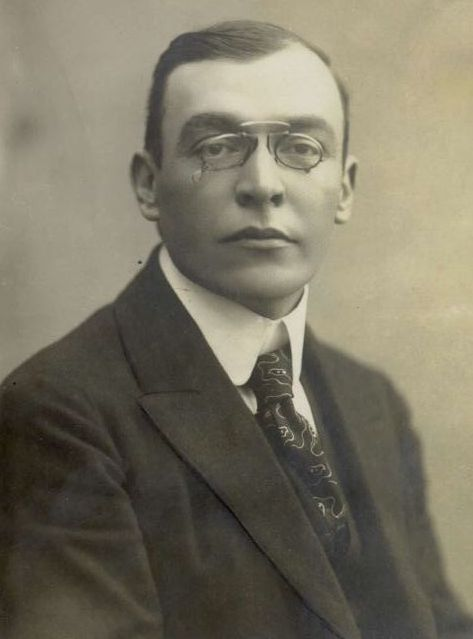
Alojzij Remec

Alojzij Remec (Triëst, 10 april 1886 — Ptuj, 21 november 1952) was een Sloveens advocaat, schrijver en dichter.
Hij bezocht het seminarie in Gorizia, waarna hij rechten studeerde in Graz. Na deze studie in 1916 afgesloten te hebben, vocht hij als soldaat in de Eerste Wereldoorlog. Na de oorlog werd hij werkzaam bij een advocatenkantoor in Ljubljana en vestigde zich in 1927 als advocaat in Ptuj. Daar werd hij eveneens burgemeester (1935). In 1941 werd hij in het kader van de bezettingspolitiek door het Derde Rijk naar Servië gedeporteerd. Na de bevrijding keerde hij terug naar Ptuj, waar hij zijn advocatuur weer opende en tot aan zijn dood voortzette.
Het werk van Remec bevat voornamelijk stukken voor theater en novellen. Hij wordt gerekend tot de expressionisten. Alojzij Remec beschrijft vooral een eenzame mens in strijd met een onrechtvaardige wereld en haalt daarbij erotische motieven aan. Na de Tweede Wereldoorlog werd zijn werk gedomineerd door de ervaring van zijn bezetting en deportatie. Zijn zoon Miha Remec zou later bekendheid verwerven met romans uit het genre sciencefiction.

## Werken
- Človek 1918
- Naši ljudje 1921
- Učiteljica Pavla 1922
- Kirke 1922
- Užitkarji 1922
- Iz mojec domovine 1922
- Magda 1924
- Zakleti grad 1925
- Andrej Košuta 1933
- Opustošena brajda 1946
- Volkodlaki  1947
- Talci v Kraljevu 1947
- Miklavževe vragolije 1951

- Bibsys: 1535375966260
- Istituto Centrale per il Catalogo Unico: CUBV166977
- Virtual International Authority File: 307412222